# Theodore von Hippel
Dr. Theodore (Theodor-Gottlieb) von Hippel (Thorn/Torún, actualmente Polonia, 19-29 de enero de 1890 - Kiel, 1 de enero de 1977) fue un oficial de inteligencia del ejército alemán, responsable de la formación del famoso batallón y posterior regimiento de Brandeburgo durante la Segunda Guerra Mundial. Ya bajo mando de otro comandante, dicho regimiento se convirtió en División (División Brandeburgo). En cualquier caso, a esta División de combate se le conoce coloquialmente como los Brandeburgers.

## Familia
Probablemente fuera miembro y descendiente de una familia noble (Hippel) prusiana, originaria de Brandeburgo y Silesia, donde el nombre Teodoro (Theodor o Theodore) abunda en su genealogía.
Su padre fue Theodor von Hippel, un terrateniente afincado en la ciudad de Thorn (Torún en polaco), un territorio en continua disputa histórica entre los prusianos y polacos  que, por aquella época pertenecía al Imperio Alemán (en la Provincia de Prusia Occidental) hasta finalizada la Gran Guerra. Actualmente pertenece a Polonia. Su madre fue Rosa von Hippel, de soltera Triebel.
El 22/04/1922 contrajo matrimonio con Rosa, apellido de soltera Gerhardt (n. 1895), con la que tuvo 3 hijos (1925, 1927 y 1930) y 2 hijas (1923 y 1936).

## Antes de la Gran Guerra
Lo primero que conocemos es que trabajaba administrador de plantaciones y agricultor autónomo en Morogoro del África Oriental Alemana (en la actual Tanzania) entre 1908 y 1914, antes de alistarse en el Ejército Imperial (18/10/1914).

## Primera Guerra Mundial
Von Hippel sirvió voluntario como subteniente durante la Primera Guerra Mundial (1914-18), a las órdenes del general Paul von Lettow-Vorbeck  en el frente del África Oriental Alemana (actual Ruanda, Burundi, parte de Mozambique y, finalmente gran parte de Tanzania, esta última parte llamada Tanganica), donde este general había realizado una labor de comandos excelente frente a las tropas coloniales de la Triple Entente. Recordar que en este frente, los alemanes nunca fueron derrotados desde el punto de vista militar.
Von Hippel estudió profundamente las tácticas de caballería del Coronel  T. E. Lawrence contra los turcos-otomanos en Arabia durante la Gran Guerra recién terminada, tácticas que consistían en atacar y escapar rápidamente.
Su experiencia en combate y aquello aprendido de estudiar a Lawrence de Arabia provocaron su idea de crear comandos de élite, aspecto que le ha hecho famoso.
Cae herido y es hecho prisionero por los británicos (06/04/1916). Tras la Primera Guerra Mundial permaneció en esta zona como administrador (en realidad como prisionero) al servicio de los británicos, hasta que, consecuencia del Tratado de Versalles (1919), los territorios alemanes africanos pasaron rápidamente a ser, en su mayor parte, colonias británicas. Es liberado en 1920.

## República de Weimar
En 1920 regresa a Alemania, comenzando sus estudios de economía/ciencias políticas en la Universidad de Tubinga. En 1922 recibe un Doctorado en la misma universidad con su Tesis titulada “Deutschlands Stellung zur Baumwollfrage” (que trata sobre la posición de Alemania en el sector del algodón), dirigida por el prestigioso economista Dr. Carl Johannes Fuchs (1865-1934).
Entre 1925 y 1928 trabaja como Jefe de Departamento en Deutsche Landesbankzentrale AG de Berlín.
Entre 1928 y 1931 trabaja como Presidente del Kreditbank für Auslands- und Kolonialdeutsche GmbH (con anterioridad Kreditbank für Deutsche Kolonialbedürfnisse) en Berlín
Durante la República de Weimar, en contacto con en el ejército, realizó varios intentos de fundar una unidad de comandos, pero las cláusulas del Tratado de Versalles lo impedían.

## Nacional Socialismo y Segunda Guerra Mundial
No fue hasta la llegada del Nacional Socialismo cuando tuvo esta oportunidad, por lo que ingresó en el ejército en 1935, parece ser que en el Cuerpo de Ingenieros. Consistía su misión en crear pequeñas unidades de élite capacitadas para infiltrarse detrás de las líneas enemigas donde, hablando perfectamente los idiomas del enemigo, se encargarían del sabotaje y confusión. Efectivamente, el Servicio de Inteligencia Alemán (Abwehr) y su comandante, el almirante Wilhelm Canaris, aceptaron su idea para, poco tiempo después, hacerla realidad.
Canaris y von Hippel eran, ambos, oficiales alemanes de la vieja escuela: conservadores, patriotas, no convencidos de la ideología nazi. Imprimieron su propia marca de patriotismo sobre la organización que crearon, que finalmente entraría en conflicto con la jerarquía nazi (pero esto es otro tema).
Von Hippel fue ascendido y nombrado Jefe de la Sección II de la rama del Servicio de Inteligencia Alemán (Abwehr) que cubría las operaciones clandestinas. En pocas semanas, se organizó un contingente de soldados cuidadosamente seleccionados (la mayor parte de ellos no nacidos en Alemania), pasando a llamarse “Compañía de formación, construcción y deberes especiales Nº 800” (Lehr und Bau Kompagnie 800) para, evidentemente, enmascarar su verdadera finalidad. La Compañía tenía su sede en la ciudad de Stendal, muy cerca de la antigua provincia de Brandeburgo (y también de la ciudad de Brandeburgo), de donde derivaría el nombre final de la unidad. En medios militares los componentes del batallón fueron conocidos como K-Truppen (K = Kampf que en español se traduce como "lucha". Luego K-Truppen = tropas de combate).
La Compañía entró en combate en la campaña de Polonia, infiltrándose detrás de las líneas enemigas, realizando operaciones importantes como volar puentes u ocupar carreteras, donde sufrieron bastantes bajas. Más tarde, como Batallón desde enero de 1940 (Bau-Lehr-Bataillon Ebbinghaus), pasó a la campaña de los Países Bajos (ver: Batalla de Holanda y Batalla de Francia), pero fue cuando el almirante Canaris empezó a dejar a un lado a von Hippel, y tomar él mismo el control y mando del Batallón. A partir de este momento, el Batallón comenzó a crecer hasta convertirse en Regimiento y, finalmente en una División más, participando en todos los frentes de Europa, con actuaciones puntuales en Egipto, Argelia, Túnez, Afganistán, India, Persia y Sudáfrica como unidad de comandos de élite
Von Hippel dejó de ser comandante del Regimiento el 12 de diciembre de 1940 (sustituido por el Mayor Hubertus von Aulock). Hasta principios de 1942, no se conoce dónde fue destinado, si continuó en la Brandeburger o pasó a otras unidades. En realidad, siempre había pertenecido al cuerpo de ingenieros.
Parece que a finales de 1941 o principios de 1942 se incorpora a la Legión árabe-alemana (Deutsche Arabische Lehr Abteilung, o DAL) en el Norte de África, primero como Mayor y, a partir de junio de 1942, como Teniente Coronel.
Tras la muerte por un ataque aéreo de Hermann Meyer-Ricks el 24 de febrero de 1943, jefe del KODAT (Kommando Deutsch-Arabischer Truppen, unidades nacidas y reestructuradas a partir de la DAL con la finalidad de combatir en el norte de África, en particular en la zona de Túnez) pasa a dirigir estas unidades. Se tratada de una unidad formada por voluntarios musulmanes y comandos alemanes, perteneciente al 5.º Ejército Panzer del  Afrika Korps .
Lo último que se conoce sobre él es que en mayo o junio de 1943 fue capturado al final de la Campaña de Túnez por las tropas anglo-estadounidenses del general George Patton, cuando estaba al mando de una unidad del KODAT. El KODAT fue destruido durante esta campaña, y los prisioneros se sabe fueron confinados en campos de prisioneros en el interior del desierto, tanto los musulmanes como los alemanes (junto a más de 200.000 prisioneros del Eje).
A partir de este momento se pierde la pista hasta bien terminada de Guerra.
Muchos miembros de las unidades musulmanas que lucharon junto a Alemania fueron fusilados una vez hechos prisioneros, bien por considerarlos traidores por Francia o Gran Bretaña (por ser súbditos de las colonias de estos países antes de la guerra), bien por haber sido capturados con uniformes del enemigo. De igual forma, se sabe que los anglo-norteamericanos solían fusilar a todo comando alemán que conseguían capturar, sobre todo si se localizaba detrás de las líneas enemigas y con uniforme enemigo.
Los restos de estas unidades musulmanas sirvieron más tarde en el Peloponeso (1943-1944) en labores de ocupación, y en los Balcanes (1944-1945) contra los partisanos, en la 41. Festungs-División (más tarde 41. División de Infantería).

## Tras la guerra
Después de la guerra fue liberado en 1948, cuando regresó a Alemania. Luego trabajó hasta 1954 como director gerente de varias empresas de desarrollo y en la Asociación de la Industria de la Vivienda.
Se sabe que en 1959 vivía en Emmingen ab Egg (Baden-Württemberg).
Von Hippel estaba casado con Rosa, de soltera Gerhardt.
Fallece el día 1 de enero de 1977 en Kiel (Schleswig-Holstein), a la edad de 86 años.

## Resumen de su carrera militar
Fechas y grados militares
- Leutnant (Teniente): nombrado entre 1914 y 1918.
- Oberleutnant (Teniente primero): nombrado el 1 de abril de 1935.
- Hauptmann (Capitán): nombrado el 1 de noviembre de 1935.
- Major (Comandante): nombrado el 1 de octubre de 1940.
- Oberstleutnant (Teniente Coronel): nombrado el 1 de junio de 1942.
- Algunas fuentes indican que ya era Coronel durante la Campaña de Túnez, en 1943, cuando cae prisionero.

Condecoraciones notables recibidas
- “Insignia de Heridas en Combate” o "Placa de Herido" (das Verwundetenabzeichen) versión en Negro (1918).
- Insignia Colonial (Orden del Elefante, Campaña del Sudoeste de África).
- Cruz de Honor (1934).
- Cruz de Hierro de Segunda (1914) y Primera Clase (1939-1940).
- Cierre a la Cruz de Hierro (Wiederholungsspange o Spange zur Eisernen Kreuz) de Segunda Clase, concedida antes del 12/12/1942.